# Papoušek noční
Papoušek noční (Pezoporus occidentalis) je kriticky ohrožený druh papouška žijící v Austrálii.
Jedná se o jednoho z nejméně spatřitelných ptáků světa. Druh byl popsán roku 1861 Johnem Gouldem a v dlouhém časovém období mezi lety 1912 až 1990 nebyl potvrzeně pozorován, což vedlo až ke spekulacím, že vyhynul. Z roku 1990 pochází záznam o přejetém ptákovi v západním Queenslandu, další pozorování mrtvého jedince pochází z méně než 200 km vzdálené oblasti v roce 2006. Velikost populace může činit 50 až 250 dospělých jedinců. Populaci ptáka znovuobjevil v roce 2013 australský přírodovědec John Young na západě Queenslandu. Young o několik let později předložil důkazy i o dalších populacích, jako bylo peří, hnízdo s vejci a nahrané volání ptáka. Jedna z populací se měla vyskytovat i v oblasti Jižní Austrálie. Přezkum z roku 2019 od Australian Wildlife Conservancy odhalil, že tyto další důkazy byly pravděpodobně falešné. Z tohoto důvodu organizace stáhla i Youngova pozorování ohroženého perepela okrovoprsého (Turnix olivii). Nová potvrzená pozorování však pocházejí ze dvou oblastí Západní Austrálie z konce 10. let 21. století.
Papoušek noční je malý pták zbarvený odstíny nažloutle zelené se znaky tmavě hnědé, černé a žluté. Obě pohlaví si jsou vzájemně podobná. Je aktivní během noci a téměř nelétá. Z historických zdrojů vyplývá, že se živí semeny trav a bylin.

## Synonyma
- Night parrot (v angličtině)
- Geopsittacus occidentalis